# XULRunner
XULRunner（ズールランナー）は、XUL+XPCOMアプリケーションの組み込み、起動を可能にするランタイムパッケージである。XULRunnerはそのバージョン番号と同じFirefoxと同じコードベースを使用している。XULRunnerは、GRE (Gecko Runtime Environment) の後継技術であり、Geckoレンダリングエンジンの組み込み技術として利用が可能である。このことから、XULRunner を「新GRE」と呼ぶこともある。配布パッケージを利用することで、C++、JavaScript (XPConnect)、Perl (PlXPCOM)、Python (PyXPCOM)、Java (JavaXPCOM)、Ruby (RbXPCOM) などから、提供コンポーネントを呼び出すことが可能である。現在、XULRunnerには 1,000 以上のXPCOMコンポーネントが含まれている。バイナリパッケージは、Windows、Linux、macOS の各オペレーティングシステム用のものが提供されている。また、Firefox 3以降にはプライベートなXULRunnerパッケージが同梱されているため、XULRunnerアプリケーションをFirefoxの環境上で実行することも可能である。
2015年7月にMozillaはXULRunnerの開発を終了することを発表した。

## ソフトウェアの構成
XULRunnerは、主に以下の機能を提供している。機能の詳細は、What XULRunner Providesを参照されたい。
- Geckoレンダリングエンジン
- XULアプリケーション実行環境
- 各言語向け組み込み（埋め込み）API (Java, GTK (Linux), ActiveX (Windows), Cocoa (macOS) )

## システム要件
XULRunnerが要求するシステム要件は、Firefoxと同等である。Firefoxのシステム要件を参照されたい。

## ライセンス
XULRunnerには、Mozilla Public License (MPL) バージョン2.0が適用されている。

## XULRunnerで動作するアプリケーション
- ChatZilla（IRCクライアント）
- Google Adwords Editor (Google)
- SongBird (音楽プレイヤー)
- 風博士 (ウェブブラウザ)